# I-58 (sous-marin, 1943)
Pour les articles homonymes, voir I-58 (sous-marin).
Le I-58 (イ-58) est un sous-marin japonais de type B Mod.2 (乙型改二（伊五十四型), Otsu-gata Kai-2) ayant servi durant la Seconde Guerre mondiale dans la Marine impériale japonaise.
Modifié pour transporter des torpilles pilotées Kaiten, il a endommagé deux destroyers ennemis avec elles, mais son succès le plus significatif a été le croiseur lourd USS Indianapolis, coulé avec des torpilles conventionnelles le 30 juillet 1945. Le sous-marin s'est rendu en septembre 1945, et a ensuite été sabordé par la marine américaine.

## Construction
Construit par l'Arsenal naval de Yokosuka au Japon, le I-58 a été mis sur cale le 26 décembre 1942 sous le nom de Sous-marin No. 631. Le 31 juillet 1943, il est renommé I-58 et provisoirement rattaché au district naval de Kure. Il a été lancé le 7 septembre 1944 et a été achevé et mis en service le 28 décembre 1943 et assigné dans le 11e escadron de sous-marins, le Kaigun Shōsa  (capitaine) Mochitsura Hashimoto prenant son commandement.

## Description
Le I-58, pesant près de 2 174 tonnes en surface, était capable de plonger à 100 m, puis de se déplacer à une vitesse maximale de 6,5 nœuds, avec une autonomie de 105 milles nautiques à une vitesse réduite de 3 nœuds. En surface, sa portée était de 21 000 milles nautiques, développant une vitesse maximale de 17,7 nœuds. Il transportait un hydravion de reconnaissance biplace Yokosuka E14Y (connu des Alliés sous le nom de Glen), stocké dans un hangar hydrodynamique à la base de la tour de navigation (kiosque).

Son armement principal était constitué de 6 tubes lance-torpilles avant de 533 avec un total de 19 torpilles Type 95 à bord. Pour les combats de surface, il était équipé d'un canon de pont de 14 cm/40 Type 11, ainsi que de 2 canons de 25 mm Type 96. 

## Histoire de service
Pendant la construction, son canon naval de 14 cm/40 de type 11 a été retiré, faisant place à quatre torpilles suicide pilotées Kaiten. Lors de sa mise en service, le I-58 a été affecté à la 11e escadron de sous-marins de la 6e Flotte pour s'entraîner en mer intérieure avant d'être affecté à la 15e division de sous-marins le 4 décembre 1944. Quelques jours plus tard, il est affecté au groupe Kongo ("Diamant"), avec les I-36, I-47, I-48, I-53 et I-56, pour lancer des attaques Kaiten sur cinq mouillages de la flotte américaine. Le I-58 a été affecté à l'attaque de Apra Harbor (port d'Apra), à Guam.

### Attaque sur Guam
Après une semaine d'exercices, le I-58 s'est chargé du carburant, des provisions et des torpilles, et a embarqué quatre Kaiten et leurs équipages, avant de quitter Kure avec le I-36 le 31 décembre 1944. Entre 03h10 et 03h27 le 12 janvier 1945, à 18 km à l'ouest d'Apra, il a lancé ses quatre Kaiten. Le dernier Kaiten a explosé immédiatement après son lancement, mais à 05h30, alors que le I-58 quittait la zone, il a observé deux piliers de fumée. Il est revenu à Kure le 22 janvier 1945 et on lui attribue le naufrage d'un porte-avions d'escorte et d'un gros pétrolier, mais l'attaque n'a pas réussi,.

### Opération Tan n°2
Après l'invasion américaine d'Iwo Jima en février 1945, les I-58 et I-36 ont rejoint le groupe Shimbu formé pour contre-attaquer les forces américaines. Il a quitté Kure le 1er mars en transportant quatre Kaiten. Le 7, l'opération est annulée et deux jours plus tard, il est redirigé vers la zone située à l'ouest d'Okinotorishima pour soutenir l'opération Tan n°2, une attaque aérienne sur le mouillage d'Ulithi. Le sous-marin a largué deux Kaiten et s'est mis en route à pleine vitesse. Le 11 mars, le I-58 était stationné au large d'Okinotorishima pour servir de navire-radio relais pour 24 bombardiers  bimoteurs Yokosuka P1Y "Frances" kamikazes. Seuls six avions ont atteint Ulithi, et un s'est écrasé sur le porte-avions USS Randolph.

### Opération Ten-Go
Après son retour à Kure pour un entraînement complémentaire, le I-58 a été rattaché au groupe Tatara, avec les I-44, I-47 et I-56, formés pour attaquer les navires américains ancrés au large d'Okinawa dans le cadre de l'opération Ten-Go. Le I-58 n'a pas pu pénétrer les intenses défenses anti-sous-marines américaines et a été contraint de retourner à Kyushu le 10 avril pour recharger ses batteries. Il fit une nouvelle tentative, mais les attaques répétées des avions ennemis rendirent toute attaque impossible. Le sous-marin a reçu l'ordre de se rendre dans une zone située entre Okinawa et Guam le 14, mais n'a pas réussi. L'opération a été annulée le 17, et le I-58 est retourné à Kure le 30.
En mai 1945, le sous-marin a été envoyé au chantier naval de Kure pour y être réaménagé. Sa catapulte et son hangar ont été retirés, ce qui lui a permis de transporter six Kaiten. Il a également été équipé d'un snorkel. Le 22 juin, 162 Boeing B-29 Superfortress de la Twentieth Air Force (vingtième armée de l'air) américaine ont bombardé Kure. Le -58 n'a pas été endommagé, bien qu'il y ait eu plusieurs quasi-accidents.

### Attaque contreWild HunteretLowry
Le I-58 a ensuite été rattaché au groupe Tamon avec les I-47, I-53, I-363, I-366 et I-367, et dans la soirée du 18 juillet, il s'est embarqué pour une zone située à l'est des Philippines. Le 28 juillet, à 480 km au nord de Palau, le I-58 aperçoit le cargo Wild Hunter de 6 214 tonneaux , escorté par le destroyer USS Lowry. Deux Kaiten sont lancés, mais le Wild Hunter aperçoit un périscope, ouvre le feu avec son canon de 3 pouces, et le périscope disparaît. Le Lowry a éperonné et coulé l'autre Kaiten, subissant des dommages mineurs. A bord du I-58, deux explosions ont été entendues, mais un grain de pluie a empêché toute vérification visuelle. Le sous-marin a finalement fait surface, mais n'a détecté aucun navire sur le radar, et a signalé les deux comme coulés.

### Naufrage de l'Indianapolis
A 23h00 le 29 juillet 1945, le I-58 a fait surface à 400 km au nord de Palau et s'est dirigée vers le sud. Peu après, l'officier de navigation, le lieutenant Tanaka, a repéré un navire approchant par l'est, qui filait 12 nœuds (22 km/h) et ne zigzaguait pas. Le lieutenant commandant Hashimoto a identifié à tort la cible comme étant le cuirassé USS Idaho. Il s'agissait en fait du croiseur lourd USS Indianapolis, qui avait quitté Guam pour Leyte la veille, après avoir livré des pièces et du matériel nucléaire pour les bombes atomiques d'Hiroshima et de Nagasaki à Tinian depuis San Francisco. Le Indianapolis n'était pas équipé de sonar ou d'hydrophones, et n'était pas escorté.
Le I-58 s'immerge et se prépare à attaquer avec des torpilles de type 95. Après avoir manœuvré pour se mettre en position, à 23h26 (Heure normale du Japon), le sous-marin a tiré une série de six torpilles à 2 secondes d'intervalle. A 23h35, le Lieutenant Commander (Lt.Cdr.) Hashimoto a observé deux impacts équidistants sur le côté tribord du croiseur. Le navire s'est arrêté, a pris une gîte sur tribord et s'est retrouvé par l'avant, mais le Lt.Cdr. Hashimoto a décidé d'attaquer à nouveau et a plongé à 30 m (100 pieds) pour ouvrir le champ de tir et recharger les tubes des torpilles. Alors que le sous-marin était immergé, à 00h27 le 30 juillet, le Indianapolis a chaviré et coulé à la position géographique de 12° 02′ N, 134° 48′ E. Lorsque le I-58 a fait une vérification au périscope, la cible avait disparu. Le sous-marin a fait surface, et a quitté la zone à pleine vitesse, se dirigeant vers le nord tout en rechargeant ses batteries.

### Attaque contre le Task Group 75.19
Le matin du 9 août, à 260 miles au nord-est d'Aparri, à Luçon (Philippines), le I-58 aperçut un « convoi de dix transports » en zigzag, escorté par trois destroyers, et les Kaiten n°4 et 5 furent lancés. En fait, le « convoi » était l'équipe de hunter-killer (chasseurs-tueurs) Task Group 75.19 dirigée par le porte-avions d'escorte USS Salamaua, effectuant des balayages anti-sous-marins entre Leyte et Okinawa. Le destroyer d'escorte USS Johnnie Hutchins a repéré et attaqué le Kaiten n°5 avec ses canons, puis a attaqué le Kaiten n°4 avec des grenades sous-marines. Le Kaiten n°5 a été coulé par les tirs de son canon de poupe de 5 pouces. Le Kaiten No.4 a été repéré plus d'une heure plus tard et a de nouveau été attaqué avec des grenades sous-marines, ce qui a provoqué une violente explosion, projetant de l'eau à 9 mètres en l'air. Le I-58 est arrivé à la profondeur du périscope après que ses hydrophones aient signalé une explosion à distance. Selon Hashimoto, le destroyer précédemment repéré avait disparu. Il s'est dirigé vers le nord pour échapper à la poursuite. L'équipage du Johnnie Hutchins reçut plus tard la Navy Unit Commendation.

### Attaque surOak HilletThomas F. Nickel

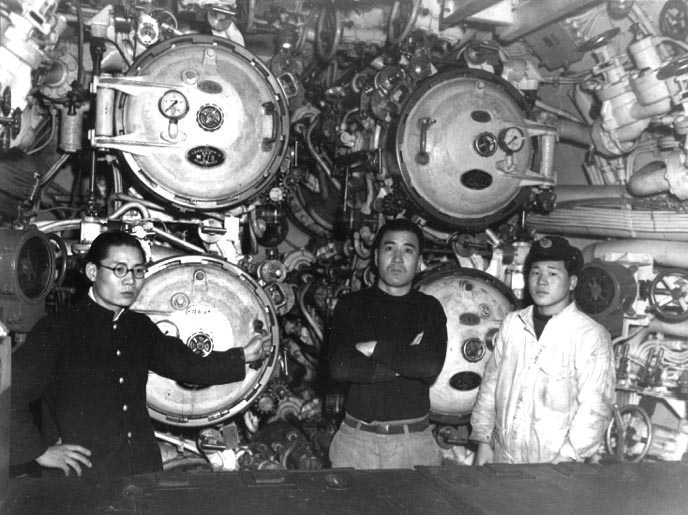
La salle des torpilles avant du I-58 lors de son passage à Sasebo en 1946, juste avant que le sous-marin ne soit sabordé.

Vers 17h00 le 12 août 1945, à 580 km au sud-est d'Okinawa, alors que le I-58 se dirigeait vers le nord à la surface à 12 noeuds (22 km/h), son radar de type 3 a détecté plusieurs cibles. Peu après, des navires ont été aperçus à l'horizon. Le sous-marin a plongé, et à 17h16, l'équipage a aperçu ce qu'il croyait être un porte-avions escorté par un destroyer. En réalité, le "porte-avions" était le Landing Ship Dock (navire de transport de chalands de débarquement) USS Oak Hill, escorté par le USS Thomas F. Nickel en route d'Okinawa vers Leyte. A 18h26, le Oak Hill aperçoit un périscope, et le Nickel attaque à la vitesse du flanc. Le Nickel a tiré des grenades sous-marines et a tenté d'éperonner le sous-marin, causant des dommages mineurs à la coque. Un Kaiten a fait surface à l'arrière du Oak Hill et a explosé. Une demi-heure plus tard, le Thomas F. Nickel aperçoit un autre périscope à l'arrière du Oak Hill et tire des grenades sous-marines. Une explosion a suivi, projetant un geyser noir de pétrole et d'eau à 15 mètres dans les airs. Une nappe de pétrole a également été observée.

### La fin de la guerre
Le 18 août, le I-58 est revenu à Kure. Le 2 septembre, le Japon se rend. Le 1er avril 1946, dans le cadre de l'opération "Road's End", le I-58, dépouillé de tout équipement et matériel utilisable, est remorqué de Sasebo vers une zone située au large des îles Gotō par le sous-marin USS Nereus et sabordé à la position géographique de 32° 37′ N, 129° 17′ E.

### Découverte de l'épave
Le 25 mai 2017, les images sonar ont révélé la section de près de 60 mètres de long du sous-marin, à la verticale du fond marin à 200 mètres de profondeur. Les plans prévoyaient le déploiement d'un submersible pour confirmer l'identité. Le sous-marin, fortement incrusté de vie marine, a été positivement identifié comme le I-58 le 7 septembre 2017, par son gouvernail.